# 环喉雀属
环喉雀属（学名：Amadina）是梅花雀科的一属。属下共有2种鸟类。
属下物种有：
- 环喉雀
- 红头环喉雀

## 外部連結
- 维基共享资源上的相關多媒體資源：环喉雀属
- 維基物種上的相關：环喉雀属